# Polygala suganumae
Polygala suganumae är en jungfrulinsväxtart som beskrevs av J.F.B.Pastore och Marques. Polygala suganumae ingår i släktet jungfrulinssläktet, och familjen jungfrulinsväxter. Inga underarter finns listade i Catalogue of Life.